# Joseph René Bellot
Joseph René Bellot (Parigi, 1826 – Canale di Wellington, 1853) è stato un esploratore francese.
Dopo aver esplorato il Madagascar nel 1843 fu secondo di William Kennedy nella spedizione artica (1852) volta a ritrovare John Franklin: in questa occasione scoprì uno stretto chiamato poi lo stretto di Bellot.
Morì in una successiva spedizione.